# КАСИ
Не следует путать с «Сан-Исидро Клуб».
«Клуб Атлетико Сан-Исидро» (исп. Club Atlético San Isidro), КАСИ — аргентинский спортивный клуб, расположенный в пригороде Буэнос-Айреса Сан-Исидро. Спортсмены клуба выступают в таких дисциплинах, как хоккей на траве, футбол, теннис и гольф, однако наиболее успешной является регбийная секция.

## История
В начале 1902 года группа молодых людей начала регулярно проводить футбольные матчи, соревнования проходили на поле близ холма. Владелица земли, аристократка Мария Варела де Беккар положительно относилась к проходящим занятиям и не препятствовала проведению игр. Тем не менее, разливы Ла-Платы часто мешали футболистам, и они занялись поиском новой площадки. Вскоре благодаря помощи состоятельных граждан земля была найдена, и Фут-больный клуб Сан-Исидро (исп. Club de Foot-ball San Isidro) начал свою деятельность.

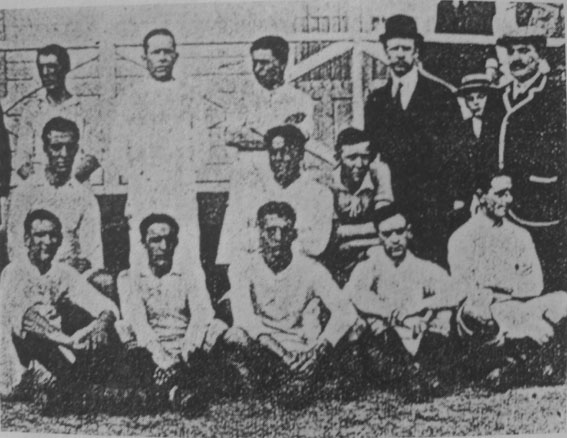
Футбольная команда, 1912 год.

Тогда же, весной 1902 года, британские сотрудники Центральной аргентинской железной дороги тоже стали собираться для игры в футбол. Их коллектив получил название «Атлетический клуб Сан-Исидро» (англ. San Isidro Athletic Club). Вскоре представители обеих клубов — мистер Хадсон, Маккриндл, Дренан, Руис, Фернандо Тискорниа и Мануэль Вернет — встретились в доме семейства Патерсон, где было принято решение о созыве общего собрания, которое должно утвердить объединение команд. 24 октября того же года 33 представителя прибыли на встречу в отеле «Виньоль», где было решено продолжать занятия спортом совместно. Новый клуб унаследовал название британского, но теперь оно было переведено на испанский язык (исп. Club Atlético San Isidro).
С 1903 по 1931 годы футбольная команда атлетического клуба выступала в высшей лиге чемпионата Аргентины. Затем аргентинский футбол продолжил развиваться на профессиональной основе, а команда Сан-Исидро завершила участие в ведущем национальном соревновании. За годы выступлений на высшем уровне футболистам удалось завоевать кубок Тье Компетитион, трижды стать победителями Копа де Компетенсиа клуба Йокей и выиграть в столичном турнире Копа де Онор. В 1912, 1913 и 1915 годах футбольная команда становилась вице-чемпионом страны.
В 1935 году, после матча с «Росарио» в клубе произошёл инцидент: ряд игроков ужинали без брюк в знак солидарности с другим регбистом, испачкавшим свои штаны. В результате одиннадцать игроков КАСИ были отстранены от выступлений, а команда заняла шестое место. Конфронтация с руководством клуба привела к созданию новой команды — «Сан-Исидро Клуб».
С 1907 года спортсмены начали соревноваться в регби. Сейчас регбийный клуб является одним из наиболее титулованных в стране, регбисты 33 раза выигрывали чемпионат Буэнос-Айреса, а в 1995 году выиграли Насьональ де Клубес — новый турнир, в котором встречаются сильнейшие команды столицы и регионов. Так как в Сан-Исидро действует ещё один регбийный клуб, атлетический клуб часто именуется аббревиатурой «КАСИ». Регбисты клуба установили рекорд Буэнос-Айреса, завоевав 11 чемпионских титулов подряд (1920—1930).

## Форма
Футбольная команда использовала по большей части голубые футболки, в то время как для регбистов традиционными являются белый и чёрный цвета. Они были выбраны президентом клуба Рафаэлем Калленом после первого сезона выступлений команды в столичном чемпионате.

### Футбол
| 1902—03 | 1903—09 | 1909—31 |

### Регби

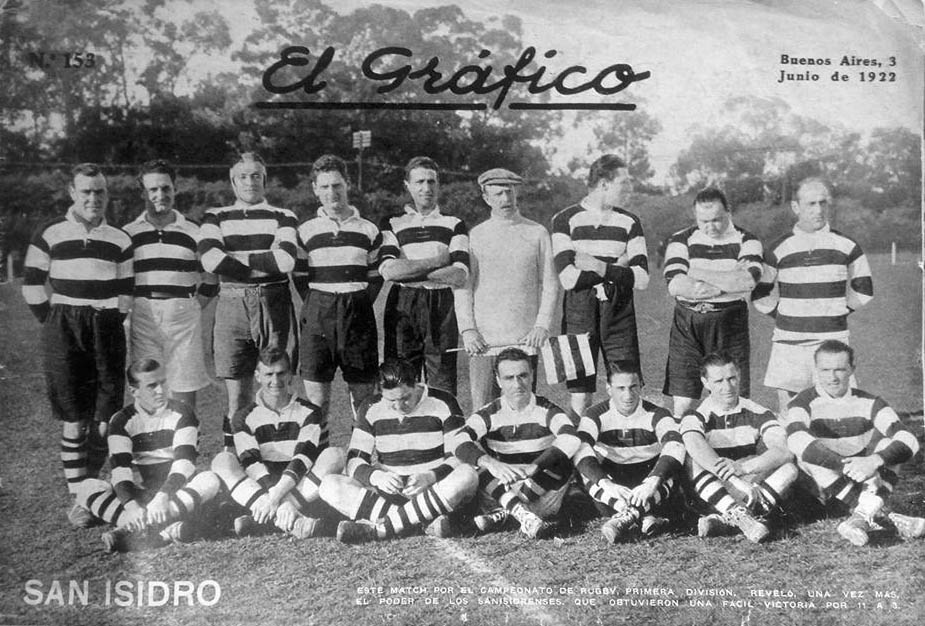
Команда-победитель чемпионата Буэнос-Айреса в 1922 году.

| 1907—11 | 1916—17 | 1918—… |

## Известные игроки

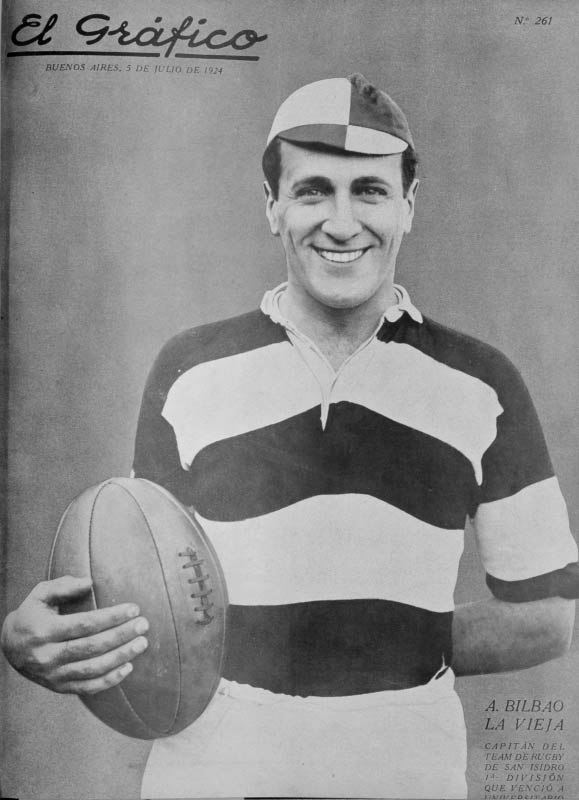
Антонио Бильбао ла Виэха на обложке журнала El Gráfico.

- Антонио Бильбао ла Виэха
- Клаудио Бинкас
- Никанор Гонсалес дель Солар
- Родолфо О’Рейлли
- Алольфо Эчегарай
- Алехандро Травальини
- Хорхе Аллен
- Гонсало Беккар Варела
- Элисео Бранка
- Сантьяго Пелан
- Агустин Пишот

## Достижения

### Регби
- Насьональ де Клубес: 1

1995
- Торнео де ла УРБА: 33

1917, 1918, 1920, 1921, 1922, 1923, 1924, 1925, 1926, 1927, 1928, 1929, 1930, 1933, 1934, 1943, 1949,
 1954, 1955, 1956, 1957, 1960, 1961, 1962, 1964, 1967, 1974, 1975, 1976, 1981, 1982, 1985, 2005